# Flemming John Olsen
Flemming Friedjohn (John) Olsen (født 10. august 1923 på Frederiksberg, død 7. marts 1993 smst) var en dansk filmproducent.
Han overtog ledelsen af Saga Studierne efter sin fars død.
Søn af filmproducenten John Olsen.